# Mesó fi
En física de partícules, el mesó fi o mesó ϕ és un mesó vectorial format per un parell de quarks estrany i anti-estrany. La tendència del mesó ϕ a decaure en un parell de mesons {\displaystyle K^{0}} i {\displaystyle K^{-0}}, en comptes de tres mesons pi, va conduir al descobriment de la regla OZI. El mesó ϕ té una massa de 1.019,461±0,020 MeV/c², és a dir és una mica més pesant que un protó, i té una vida mitjana molt curta de 1.55±0.01 × 10−22s.

## Propietats
Els modes de desintegració més comuns del mesó ϕ són K+K−, amb una probabilitat del 48,9±0,5%, {\displaystyle K_{S}^{-0}}{\displaystyle K_{L}^{-0}}, amb 34,2±0,4 %, i diverses combinacions indistingibles de mesons rho i pions amb un 15,3±0,3%. En tots els casos, el mesó ϕ decau per intercanvi de gluons, és a dir via la interacció forta. El canal de desintegració en 3 pions és en teoria el més probable des d'un punt de vista energètic (la massa col·lectiva dels pions és més petita que la dels kaons, cosa que el fa energèticament favorable), i hauria de ser el canal dominant però, tanmateix, aquesta desintegració és suprimida per la regla OZI.
| Nom de la partícula | Símbol Partícula | Símbol Antipartícula | Contingut Quark             | Massa de repòs (MeV / c ²) | Isoespín G | J P C | S | C | B ' | Temps de vida mitjà (s) | Normalment decau a (> 5% de les decadències)                                      |
| ------------------- | ---------------- | -------------------- | --------------------------- | -------------------------- | ---------- | ----- | - | - | --- | ----------------------- | --------------------------------------------------------------------------------- |
| Mesó fi             | ϕ (1020)         | Self                 | s{\displaystyle {\bar {s}}} | 1.019.461 ± 0,020          | 0 −        | 1 −   | 0 | 0 | 0   | 1.55 ± 0.01 × 10−22 [f] | K+ + K − o {\displaystyle K_{S}^{-0}}{\displaystyle K_{L}^{-0}} o ρ + π (π+π0+π−) |

La composició de quarks del mesó ϕ pot considerar-se com una mescla entre els estats s{\displaystyle {\bar {s}}}, u{\displaystyle {\bar {u}}}, i d{\displaystyle {\bar {d}}}, però és gairebé un estat pur s{\displaystyle {\bar {s}}}. Això es pot mostrar mitjançant la desconstrucció de la funció d'ona de ϕ en els seus components. Veiem que els mesons ϕ i ω són mescles de les funcions d'ona SU(3) de la següent manera:
{\displaystyle \phi =\psi _{8}\cos \theta -\psi _{1}\sin \theta },
{\displaystyle \omega =\psi _{8}\sin \theta +\psi _{1}\cos \theta },
on {\displaystyle \theta } és l'angle de mescla nonet,
{\displaystyle \psi _{8}={\frac {u{\overline {u}}+d{\overline {d}}-2s{\overline {s}}}{\sqrt {6}}}} i
{\displaystyle \psi _{1}={\frac {u{\overline {u}}+d{\overline {d}}+s{\overline {s}}}{\sqrt {3}}}}.
L'angle de mescla en el qual els components es desacoblen completament pot calcular-se com {\textstyle \arctan {\frac {1}{\sqrt {3}}}\approx 35.3^{\circ }}. L'angle de mescla dels estats ϕ i ω es calcula a partir de les masses de cada estat i correspon a uns 35°, que és molt a prop del desacoblament màxim. Per tant, el mesó ϕ és gairebé un estat pur s{\displaystyle {\bar {s}}}.

## Història
L'existència del mesó ϕ va ser proposada per primera vegada pel físic japonès de partícules, J. J. Sakurai, el 1962 com un estat de ressonància entre el {\displaystyle K^{0}} i {\displaystyle K^{-0}}. Va ser descobert més tard el 1962 per Connolly et al. en una cambra de bombolles d'hidrogen de 20 polzades a l'Alternating Gradient Synchrotron (AGS) del Laboratori Nacional Brookhaven (Uptown, NY) mentre estaven estudiant col·lisions {\displaystyle K^{-}}{\displaystyle p^{+}}K−p+ a energies d'uns 2,23 GeV/c. En essència, la reacció va involucrar un feix de {\displaystyle K_{s}^{-}} accelerat a altes energies per a col·lidir amb protons.
El mesó ϕ té diversos modes de desintegració possibles. El mode més favorable energèticament implica el mesó ϕ decaient en 3 pions, que és el que ingènuament s'esperaria. No obstant això, s'observa que decau amb més freqüència en 2 kaons. Entre 1963 i 1966, 3 persones, Susumu Okubo, George Zweig i Jugoro Iizuka, van proposar independentment una regla per explicar la supressió observada de la decadència de 3 pions. Aquesta regla es coneix ara com la regla OZI i també és l'explicació acceptada actualment per a la vida inusualment llarga dels mesons J/ψ i ϒ. És a dir, de mitjana duren ~ 7 × 10−21 s i ~ 1.5 × 10−20 s respectivament. Si es compara amb la vida mitjana d'un mesó en decadència mitjançant la força forta, que és de l'ordre de 10−23 s.
El 1999, una fàbrica ϕ anomenada DAFNE (o DAϕNE, F significa "fàbrica ϕ") va començar a operar per estudiar la desintegració del mesó ϕ a Frascati, Itàlia. Produeix mesons ϕ mitjançant col·lisions electró-positró. Té nombrosos detectors, inclòs el detector KLOE que estava en funcionament al començament de la seva operació.